# Platygaster chilensis
Platygaster chilensis är en stekelart som först beskrevs av Juan Brèthes 1915.  Platygaster chilensis ingår i släktet Platygaster och familjen gallmyggesteklar. Inga underarter finns listade i Catalogue of Life.